# Mercado do Bolhão
El Mercado de Bolhão es un emblemático mercado de la ciudad de Oporto, en Portugal.
Su construcción se caracteriza por su monumentalidad, propia de la arquitectura neoclásica. Los vendedores del mercado se distribuyen en dos plantas. Hay cuatro accesos principales en diferentes niveles: el acceso sur da acceso a la planta baja por calle Formosa, los accesos laterales por calle de Sá da Bandeira (entrada monumental) y la calle Alexandre Braga dan acceso a un nivel intermedio con escaleras que conectan ambos pisos y, finalmente, la entrada norte por la calle de Fernandes Tomás, que da acceso directo a la planta superior.
El Mercado se dedica principalmente a productos frescos, especialmente alimentos. Los vendedores se dividen en diferentes secciones especializadas: pescadería, carnicería, verduras y frutas y flores. Fuera del edificio hay tiendas de otros productos, como ropa, cafetería, perfumes, tejidos, etc.
El edificio está considerado de interés público desde el 22 de febrero de 2006 y en 2013 fue clasificado como monumento de interés público.

## Localización
El Mercado de Bolhão, integrado en el centro histórico de Oporto, está ubicado en la parroquia de Santo Ildefonso, delimitado al norte por la calle de Fernandes Tomás, al sur por la calle Formosa, al este y oeste por las calles Alexandre Braga y Sá da Bandeira, respectivamente. A su alrededor se ubican abarroterías y colmados de fama como  la "Casa Chineza", la "Casa Transmontana" o la "Pérola do Bolhão".

## Historia
Los orígenes del Mercado do Bolhão se remontan a 1839, cuando el Ayuntamiento de Oporto decidió construir un mercado en un terreno donde había un extenso lodazal atravesado por un arroyo que formaba una especie de balsa o burbuja de agua, de donde se tomó el nombre del mercado: «bolhão» (bolha es burbuja en portugués). A principios del siglo XX se decidió construir un nuevo mercado fuera de la ciudad con el fin de asegurar el suministro de alimentos que permitiera el crecimiento de la ciudad. En 1910 el arquitecto Casimiro Barbosa proyectó un edificio de dos alas con la calle de Sá da Bandeira como eje central que nunca se llegó a ejecutar. El edificio actual, obra de vanguardia en la época por el uso de hormigón armado, con estructuras metálicas, cubiertas de madera y cantería de granito, fue construido en 1914 según un proyecto de Correia da Silva. A lo largo de su historia, el mercado ha sufrido algunas reformas. En la década de los 40 se construyó un piso, conectando los accesos entre las calles Alexandre Braga y Sá da Bandeira.

## Controversia en torno a la rehabilitación
La necesidad de rehabilitación en profundidad comenzó a abordarse a mediados de 1984, cuando los servicios municipales detectaron graves patologías constructivas en las aceras del mercado. En la secuencia de las obras que siguieron, los técnicos concluyeron que era necesaria una consolidación y rehabilitación del mercado, y el municipio decidió abrir un concurso que fue ganado por un proyecto presentado por el arquitecto Joaquim Massena.[cita requerida]

### Proceso de 1992
En los años 1990, el Ayuntamiento de Oporto apeló a un concurso público internacional, nominando al IPPAR, a la Facultad de Arquitectura de la Universidad de Oporto y al arquitecto Álvaro Siza al tribunal de selección. Las bases del concurso se basaron en lo siguiente: Mantener el carácter general del edificio, en lo que respecta a salvaguardar los aspectos formales y funcionales, mantener el Mercado Tradicional, agregando nuevas funciones a los espacios perdidos.
El proyecto ganador, el arquitecto Joaquim Massena, fue aprobado por "unanimidad con distinción y elogio" (citado en Process Contest 1992 Market Bolhão- CM Porto, expuesto en Orfeão Porto) contemplaba el mantenimiento de todo el edificio una perspectiva de Equilibrio en su funcionalidad y aspectos compositivos. Se mantiene el comercio tradicional, proporcionando nueva infraestructura para la comercialización de productos frescos. También se consideran las áreas Museológica y Auditorio, reforzando los diferentes horarios de apertura del Mercado.
En 1994, con la articulación del sistema Metro Ligeiro de Oporto con la estación de Metro Mercado do Bolhão, CM Porto, decidió proceder con la Rehabilitación del Mercado, haciendo en ese mismo año, el premio al equipo liderado por el arquitecto Joaquim Massena, el proyecto de ejecución, para la Rehabilitación del Mercado de Bolhão.
El arquitecto Joaquim Massena, instaló una oficina de apoyo, dentro del Mercado do Bolhão, con el objetivo de hacer un estudio exhaustivo sobre el uso del edificio y su estado físico, así como dar a conocer el trabajo realizado por el equipo, en el Comerciantes y Ciudad.[cita requerida]
En 1997, se solicitó la Clasificación del Mercado de Bolhão como Edificio Patrimonial.
La clasificación fue aprobada por el aviso público de 10/97 de C.M. Porto, confirmado por IPPAR (actual IGESPAR).
En 1998, el proyecto de ejecución de la Ciudad estuvo acompañado por todas las Organizaciones de Tutela, incluido CM Porto, e IPPAR (Instituto de Patrimonio Arquitectónico y Arqueológico - actual IGESPAR).
El proyecto de ejecución fue aprobado por todas las Organizaciones de Tutela en 1998, y lo que no se hizo estaba listo para ser ejecutado.[cita requerida]

### Proceso de 2007
En 2007, el Ayuntamiento de Oporto decidió abrir una nueva licitación pública para diseño/construcción/exploración.
El concurso permite la entrega del Mercado de Bolhão para explotación privada por 70 años (50 + 20 años). La inmobiliaria ganadora, TramCroNe - Promoção e Projectos Imobiliários, S.A., anunció en la persona de su administrador Ing. Pedro Neves, que "la demolición de todo el interior del Mercado Bolhão es una inevitabilidad para rentabilizar la inversión". El programa también incluye la construcción de viviendas de lujo y un centro comercial, dejando solo alrededor del 3% del área total del mercado de Bolhão para el comercio tradicional.
Estos premisas provocaron una serie de movimientos cívicos, planteando varios problemas sociales y culturales, prometiendo evitar la demolición del Mercado de Bolhão.
Varias asociaciones y movimientos, así como ciudadanos de Oporto, se unieron en un intento de evitar la entrega del Mercado Bolhão a particulares durante 70 años (50 + 20 años) y su demolición, creando conciencia sobre su urgente rehabilitación. Entre las acciones desarrolladas se encuentran una petición con más de 50.000 firmas, entregada a la Asamblea de la República, una demanda, varias iniciativas de movilización con el Mercado y la Cámara, reuniones y acciones de aclaración y el Cordão Cultural do Bolhão, un importante evento cultural en torno al mercado con la participación de varios artistas solidarios con la causa.
En enero de 2008, el municipio aprobó el contrato para adjudicar a empresas privadas la recuperación y explotación del mercado, pero las partes se rompieron por lo que el municipio denominó "incumplimiento de obligaciones precontractuales".
La Cámara decidió entonces asociarse con el Ministerio de Cultura, a través de DRC-N, pero a finales de 2011 Rui Rio anunció que no podría continuar con el proyecto de 20 millones de euros sin una contribución sustancial de fondos comunitarios.[cita requerida]

### Proceso de 2015
El 22 de abril de 2015, el Ayuntamiento de Oporto presentó el proyecto del mercado de Bolhão después de haber anunciado una ruptura en la financiación para hacerlo por su cuenta, en lo que es la cuarta iniciativa para recalificar el espacio.
La Cámara de Porto anunció que invertirá 20 millones de euros en el espacio.
El mercado estará equipado con calefacción artificial para el invierno, revestimientos en la planta baja, acceso directo al metro y sótano técnico con acceso para carga y descarga desde Rua Alexandre Braga. Mantendrá la parte comercial e instalará un restaurante en el piso superior, con entrada por la calle Fernandes Tomás, trasladando todo el mercado de productos frescos al piso inferior.
En enero de 2016, se anunció que el concurso público para la recalificación del mercado se lanzaría a finales de marzo de 2016. El ayuntamiento de Oporto ya tiene los proyectos listos y finaliza la documentación.
En julio de 2016, el Ayuntamiento de Oporto anunció que las obras de rehabilitación del mercado de Bolhão comenzarían el 1 de agosto del mismo año, y se estima que las obras de remodelación se completarán sólo en 2019.
El 19 de diciembre de 2016 se lanzó un concurso público internacional para recalificar el mercado de Bolhão por un valor máximo de 25 millones de euros. El contrato de restauración y modernización del Mercado de Bolhão que se suscribirá con la Empresa Municipal de Gestión de Obras Públicas tendrá una duración de 720 días y el criterio de adjudicación será el precio más bajo.
El contrato atrajo el interés de 41 operadores económicos y registró la presentación de 12 solicitudes. De la primera fase, se seleccionaron ocho empresas para una segunda ronda, entre 12 competidores.[cita requerida]
Las ocho empresas seleccionadas son: Domingos da Silva Teixeira, S.A. y Cari Construtores, S.A.; Casais - Engenharia e Construção, S.A.; Ferrovial Agroman, S.A.; Conduril -Eng Engenharia, S.A. y MRG - Construction S.A.; Alexandre Barbosa Borges, S.A., Nicolau de Macedo, S.A. y Bragalux - Montagens Eléctricas, S.A.; Teixeira Duarte - Engenharia e Construções, S.A.; Alberto Couto Alves, S.A. y Lúcio da Silva Azevedo & Filhos, S.A.; HCT - Construções, S.A. y Ferreira - Construção, S.A.
El contrato de restauración y modernización del Mercado do Bolhão fue adjudicado al grupo Alberto Couto Alves S.A. y Lúcio da Silva Azevedo & Filhos S.A., por más de 22 millones de euros, habiendo sido consignado oficialmente el 15 de mayo de 2018, con dos previstos para completar los trabajos.[cita requerida]
El contrato del túnel de acceso al sótano del mercado se adjudicó a finales de febrero de 2019 a Teixeira Duarte, por alrededor de 4,4 millones de euros.
En diciembre de 2019, la Cámara de Oporto anunció que las obras de rehabilitación del Mercado, que estaban programadas para finalizar en mayo de 2020, se extenderán un año más, debido a la necesidad de cambiar el método de construcción.[cita requerida]

## Accesos
- Metro:       Estación Bolhão
- STCP : Líneas: 200, 300, 301, 302, 305, 401, 700, 800, 801, 900, 901, 904, 905, 906, 5M, 7M, 8M.
- ETG: Líneas 33, 34, 36, 41, 55, 69, 70.
- VALPI: Línea V94.